# Malesherbia tenuifolia
Malesherbia tenuifolia är en passionsblomsväxtart som beskrevs av David Don. Malesherbia tenuifolia ingår i släktet Malesherbia och familjen passionsblomsväxter. Inga underarter finns listade i Catalogue of Life.